# Melampyrum stenophyllum
Melampyrum stenophyllum är en snyltrotsväxtart som beskrevs av Pierre Edmond Boissier. Melampyrum stenophyllum ingår i släktet kovaller, och familjen snyltrotsväxter. Inga underarter finns listade i Catalogue of Life.